# Arrondissement Guebwiller
Das Arrondissement Guebwiller war ein Verwaltungsbezirk im französischen Département Haut-Rhin in der Region Elsass mit zuletzt 84.231 Einwohnern (Stand 1. Januar 2012) auf einer Fläche von 584 km². Sitz der Unterpräfektur war Guebwiller. Am 1. Januar 2015 wurde es mit dem Arrondissement Thann zum Arrondissement Thann-Guebwiller vereinigt.

## Geschichte
Am 4. März 1790 wurde mit der Gründung des Départements Haut-Rhin auch ein "Distrikt Colmar" gegründet, der zu dem Zeitpunkt auch das Gebiet des späteren Arrondissements Guebwiller mit umfasste. Am 17. Februar 1800 wurde es ein Teil des neu eingerichteten Arrondissements Colmar.
Seit 18. Mai 1871 gehörte das heutige Gebiet als Kreis Gebweiler im Bezirk Oberelsass zum Reichsland Elsass-Lothringen. Der Kreis umfasste damals 583 km² und hatte 1885 63.104 Einwohner.
Im Zuge der Wiedereingliederung des Elsass nach Frankreich am 28. Juni 1919 (Vertrag von Versailles) wurde die Verwaltungsgliederung übernommen und das Arrondissement Guebwiller eingerichtet.
Siehe auch Geschichte Département Haut-Rhin.

## Geografie
Das Arrondissement grenzte im Norden an das Arrondissement Colmar, im Osten an Deutschland mit dem Regierungsbezirk Freiburg, im Süden an die Arrondissements Mulhouse und Thann.

## Verwaltung

Karte des Arrondissements Guebwiller mit Verwaltungsgliederung und Lage im Département Haut-Rhin

Das Arrondissement untergliederte sich in vier Kantone:
- Ensisheim
- Guebwiller
- Rouffach
- Soultz-Haut-Rhin

siehe auch: Liste der Kantone im Département Haut-Rhin

## Gemeinden
Die größten Gemeinden des Arrondissements waren (>5.000 Einwohner (1999)):
- Guebwiller (11.525)
- Ensisheim (6.640)
- Soultz-Haut-Rhin (6.640)

Vor der Auflösung bestanden die folgenden 47 Gemeinden:
- Bergholtz
- Bergholtzzell
- Berrwiller
- Biltzheim
- Blodelsheim
- Bollwiller
- Buhl
- Ensisheim
- Feldkirch
- Fessenheim
- Gueberschwihr
- Guebwiller
- Gundolsheim
- Hartmannswiller
- Hattstatt
- Hirtzfelden
- Issenheim
- Jungholtz
- Lautenbach
- Lautenbachzell
- Linthal
- Merxheim
- Meyenheim
- Munchhouse
- Munwiller
- Murbach
- Niederentzen
- Niederhergheim
- Oberentzen
- Oberhergheim
- Orschwihr
- Osenbach
- Pfaffenheim
- Pulversheim
- Raedersheim
- Réguisheim
- Rimbach-près-Guebwiller
- Rimbachzell
- Roggenhouse
- Rouffach
- Rumersheim-le-Haut
- Rustenhart
- Soultz-Haut-Rhin
- Soultzmatt
- Ungersheim
- Westhalten
- Wuenheim